# ムーチャ・ルーチャ!
ムーチャ・ルーチャ!（¡Mucha Lucha!）は、Adobe Flashで作られたFlash作品を原作とした連続テレビアニメ。アメリカでは2002年8月17日から2005年2月26日まで、日本では2004年3月22日から2005年2月19日
までカートゥーン ネットワークで放送された。

## ストーリー
メキシコでメキシコプロレス（ルチャリブレ）を目指してメキシコプロレスを育成する専門学校で勉強とトレーニングをはげむ少年少女によるギャグアニメ。

## キャラクター
リコシェ (Rikochet)
声 - 草尾毅/英 - カルロス・アラズラキ、ジェイソン・マースデン
有名なマスクレスリングの家庭に生まれた、マスクレスリングを愛する10歳児。語尾に「〜っちゃ」をつけて喋る。
得意技は自身をボール状に変形させ、あちこち転がり弾丸のスピードで相手を弾き飛ばす「バトルロイヤルピンボール」。何世代にもわたり、勝利を収めてきたリコシェの家にはトロフィーや写真が山ほど飾ってあり、彼にプレッシャーを与える。
フリー (The Flea)
声 - 坂本千夏/英 - キャンディ・ミロ
8歳。リコシェの親友。語尾に「〜だニー」をつけて喋り、ゴキブリの着ぐるみのような衣装を着ている。
本来の衣装は白かったが、洗ったことがなかったため、茶色っぽくなっている。不潔が大好きで、得意技も不潔に関係したものだが、リコシェ曰く「ヤバすぎて見せられない」との事で、実際必殺技を使う時は画面からフェードアウトしてしまい、名前も含め詳細は不明。
ブエナ・ガール　(Buena Girl)
声 - 小島幸子/英 - キンバリー･ブルックス
リコシェの親友。集中力が高く、勤勉で現実的、完璧主義な女の子。得意技はブルドーザーに変身して相手に突っ込んでいく「ブエナ・ブルドーザー」。一見完璧に見えるが、実は頼りない一面も。“マスクレスリング虎の巻”の全てを、一語一句記憶しており、何事も掟通りにやらないと気がすまない。
エル・ハイストラック・グランデ (El Haystack Grande)
声/英 - ゲイリー・チョーク
ヘヴィー・トラフィック (Heavy Traffic)
声/英 - スコット・マクニール
エル・レイ (El Rey)
声 - /英 -マイケル・ドノヴァン
リコシェの師匠（実際は単なるアクション・フィギュア）。リコシェの窮地を救うべく、さまざまなアドバイスをする。が、ほとんどの場合口先だけ。肝心なところは「俺はただのアクション・フィギュアだぞ」と逃げる。
ペニー・プルトニウム (Penny Plutonium)
声 - /英 -タバサ・セント・ジェルマン
校長 (Headmistress)
声 - 水間まき/英 - キャンディ・ミロ
リコシェが通うインターナショナル・ルチャ学園の校長で学校一のレスラー。生徒を厳しく指導し、恐れられている。
マスクドッグ (Masked Dog)
声 -
リコシェの飼い犬。常にリコシェの後にくっついていく（学校にも）。見た目はただの犬だが、実は優れたレスラー。しかし、子供たちの前でその能力を明かすことはない。お気に入りはマスクを埋めること。
ルチャボット
声 - 菅原淳一
ナレーター
声 - 菅原淳一
ダブル・ニンジャ・ニンジャ (Double Ninja Ninja)
声 - /英 -ブライアン・ドラモンド
Mr. ミカルダ (Mr. Midcarda)
声 - /英 -カルロス・アラズラキ
プリマドンナ・ホッジ (Prima Donna Hodges)
声 - /英 -キャサリン・バー

## スタッフ
- アニメーション制作 - フ

## 放映リスト
| #  | エピソード                                                     | 日本放送日    |
| -- | -------------------------------------------------------------- | ------------- |
| 1  | ゴングだぴょん! / くねくねヘビー級                             | 2004年3月22日 |
| 2  | ビシバシとくい技! / ルチャの穴                                 | 2004年3月23日 |
| 3  | マットでフィーバー イェーッ! / しんじられない!シンディ・スラム | 2004年3月24日 |
| 4  | いきなりバックドロップ! / マスクがスッポン!                    | 2004年3月25日 |
| 5  | 大フン闘!呪いのトイレ / 黄金の女王マスク                       | 2004年3月26日 |
| 6  | おとうさんとルチャ! / さよならタッグ・マッチョ                 | 2004年3月27日 |
| 7  | ルチャレスラーは歯が命 / おとなバトルトライアル                | 2004年3月28日 |
| 8  | 水中ルチャうぉーず! / パートナーはオーレ!                      | 2004年3月29日 |
| 9  | エル・レイ対エル・レイ / テーマソングはルッチャ・ルチャ!       | 2004年3月30日 |
| 10 | まんまる!ピンボール固め / ブエナ!カウント2.5                   | 2004年3月31日 |
| 11 | 天使と悪魔のデスマッチ! / シラミつぶしにやっつけろ!            | 2004年4月1日  |
| 12 | 1000のマスクを持つ男 / マスクドッグを救うノミ                  | 2004年4月2日  |
| 13 | 決闘!無人島!!                                                  | 2004年4月3日  |
| 14 | 秘密兵器は大スッパイ！/ ブエナなフリー!?                       | 2004年4月4日  |
| 15 | ルチャ街の悪夢 / 呪いのトイレとスッポンチョ！                  | 2004年4月5日  |
| 16 | SUSHIモン･･･いっちょあがり! / ブッチャラーン!                  | 2004年4月6日  |
| 17 | おとうチャといっしょ! / ちぎった!なげた!プルギッタ!            | 2004年4月7日  |
| 18 | ペナルティはキックキクー! / 大好き!まいヒーロー                | 2004年4月8日  |
| 19 | ごきげんフリー!ひさしブリ! / めいるメールにブチキレター!       | 2004年4月9日  |
| 20 | 王様にカブリつけ! / お風呂のがれて三千里                       | 2004年4月10日 |
| 21 | おしゃべりフレンチ / ロス・ロボス デ ルチャ!                   | 2004年4月12日 |
| 22 | 戦争はアナだらけ! / ココ一番で笑わせて!                        | 2004年4月13日 |
| 23 | あたまデッカチ!あたま打ち! / ムチャムチャおじチャ!             | 2004年4月14日 |
| 24 | タッグマッチはオッカネー!? / マヤのママだよ ヨーママだ         | 2004年4月15日 |
| 25 | 起立!霊! / マスクはワタシのあかしです!                         | 2004年4月16日 |
| 26 | ゼロゼロフリー クサいのは奴らだ! / モジャモジャブーメラン      | 不明          |
| 27 | あまーい誘惑 チュロスにチュウ! / スーパー スーパーバトル!      | 2005年1月8日  |
| 28 | お菓子な魔女 / にょにょにょ エル・ニーニョ!                    | 2005年1月9日  |
| 29 | 謎の円盤 U.S.O !                                               | 2005年1月15日 |
| 30 | ハッとしてバッドボーイ / トーゼン!トーセン?シリマセーン!!      | 2005年1月16日 |
| 31 | おもちゃのルチャチャ! / 友情のワタシ!                          | 2005年1月22日 |
| 32 | 悪魔でもフリー!!! / 熱戦!バーチャ・ルーチャ!!                  | 2005年1月29日 |
| 33 | ナメられた? ピニャータ! / マスクドッグはスーパーわん!!         | 2005年1月29日 |
| 34 | 走れ!トリあえず走れ ! / ヨーイ!ドーナッツ!!                    | 2005年1月30日 |
| 35 | ズボッとルチャボット!                                          | 2005年1月30日 |
| 36 | 変身!ユニオンジャック! / 脳みそバーン!                         | 2005年2月6日  |
| 37 | あわあわシャボン猛レース! / アチチ のち ブルブル!!             | 2005年2月12日 |
| 38 | 毛（もー）たいへん!?チュパカブラ! / うらみのカーニバル         | 2005年2月13日 |
| 39 | チャチャチャおじいチャ♪ / 10ラウンドすっぽんマッチ!            | 2005年2月19日 |

日本では公開されなかったシーズン3もありました。
このシリーズを基にしたビデオ長編映画『¡Mucha Lucha!: The Return of El Maléfico』が、2005年1月4日に日本国外で公開された。

## ビデオゲーム
この番組は2003年後半にGame Boy Advance用ゲーム『Mucha Lucha! Mascaritas of the Lost Code』のライセンスを受け、PlayStation 2用ゲーム『Mysterioso Grande』も発売予定だったが、制作者が出版社を見つけられなかったため2004年頃にキャンセルされた。